# Luohe
Luohe (xinès: 漯河; pinyin: Luòhé; postal: Loho) és una ciutat a nivell de prefectura de la província de Henan, a la República Popular de la Xina. Està envoltada per les ciutats de Xuchang, Zhoukou, Zhumadian i Pingdingshan al nord, est, sud i oest respectivament. La seva població era de 2.367.490 habitants segons el cens del 2020, dels quals 1.326.687 vivien a la zona urbanitzada (o metropolitana) formada pels districtes de Yancheng, Shaoling i Yuanhui.